# Конрад I (граф Ольденбурга)

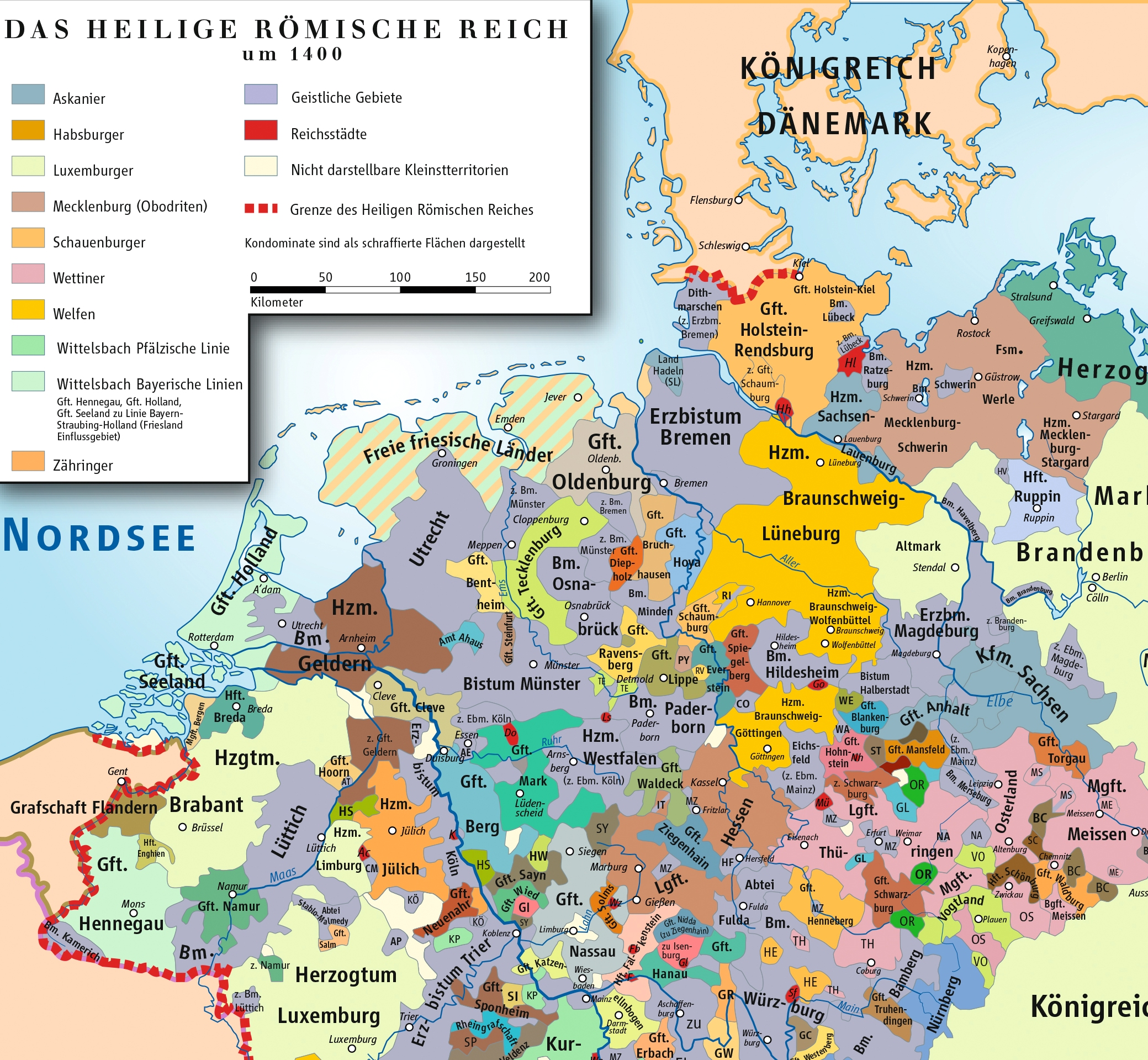
Графство Ольденбург на карте Германии 14 в.

Конрад I (нем. Konrad I. von Oldenburg; р. не ранее 1299, ум. 8 июля 1350) — граф Ольденбурга с 1324 года. Сын Иоганна II и его второй жены Хедвиги фон Дипхольц.
С 1324 года правил совместно со старшим братом Иоганном III, в 1342—1345 годах один и с 1345 года вместе с племянником Иоганном IV.
Даровал городские права Ольденбургу (6 января 1345 года).

## Семья
Конрад I был женат на Ингеборге — дочери графа Гольштейн-Плёнского Герхарда IV. У них было четверо детей:
- Конрад II (ум. 1401), граф Ольденбурга
- Герхард I, граф Ольденбурга,  убит 20 июля 1368 г. при вторжении в Рюстринген
- Агнесса, замужем за графом Людвигом фон Винсторф
- Христиан V (ум. 1399/1403), граф Ольденбурга.